# Windows Live OneCare
Chronologie des versions
Microsoft Security Essentials
Windows Live OneCare (précédemment Windows OneCare Live) est un logiciel de sécurité développé pour Microsoft Windows dans les années 2000. Une licence de 49 euros par an était nécessaire et le programme était utilisable sur trois ordinateurs. 
En novembre 2008, Microsoft a annoncé l'arrêt de ce logiciel de sécurité et son remplacement par un nouveau programme de protection baptisé Microsoft Security Essentials, distribué gratuitement en ligne.

## Histoire
Microsoft a créé OneCare comme étant un logiciel rattaché à Windows Live.
La première version de Windows Live OneCare était en bêta et est sortie en 2005.
Le 31 mai 2006, la version 1.0 de Windows Live OneCare a été mise en vente aux États-Unis.
La version 1.5, testée depuis octobre 2006, a été définitivement sortie le 3 janvier 2007.
La version 2.0 est parue en novembre 2007.
Une nouvelle mouture du logiciel était en préparation (version 2.5) les bêta-testeurs peuvent la tester en la téléchargeant sur le site web Microsoft.
Le 21 novembre 2008, Microsoft a annoncé l'arrêt de Windows Live OneCare et son remplacement par un logiciel de sécurité gratuit Microsoft Security Essentials. Ce nouveau logiciel comprend un antivirus et un antispyware, tirés de la technologie de OneCare. 

## Fonctionnalités
Windows Live OneCare est un logiciel pour le système d'exploitation Windows (XP/Vista/7) intégrant un anti-virus, un pare-feu bidirectionnel, une fonction d'utilitaire de sauvegarde et une protection contre les logiciels espions (spywares).

### Optimisation de l'ordinateur
Windows Live OneCare Performance Plus est un composant qui effectue mensuellement cette liste de tâches :
- Nettoyage des disques
- Défragmentation des disques
- Un scan complet de l'ordinateur
- Recherche des mises à jour à travers Windows Update
- Vérification des fichiers et backup